# Domokos Kosáry
Domokos Kosáry (n. 31 iulie 1913, Selmecbánya, Austro-Ungaria, azi Banská Štiavnica, Slovacia – d. 15 noiembrie 2007, Budapesta) a fost un istoric maghiar, președinte al Academiei Maghiare de Științe între 1990-1996, membru de onoare al Academiei Române (din 1997).